# Josef Kratochvil (pedagog)

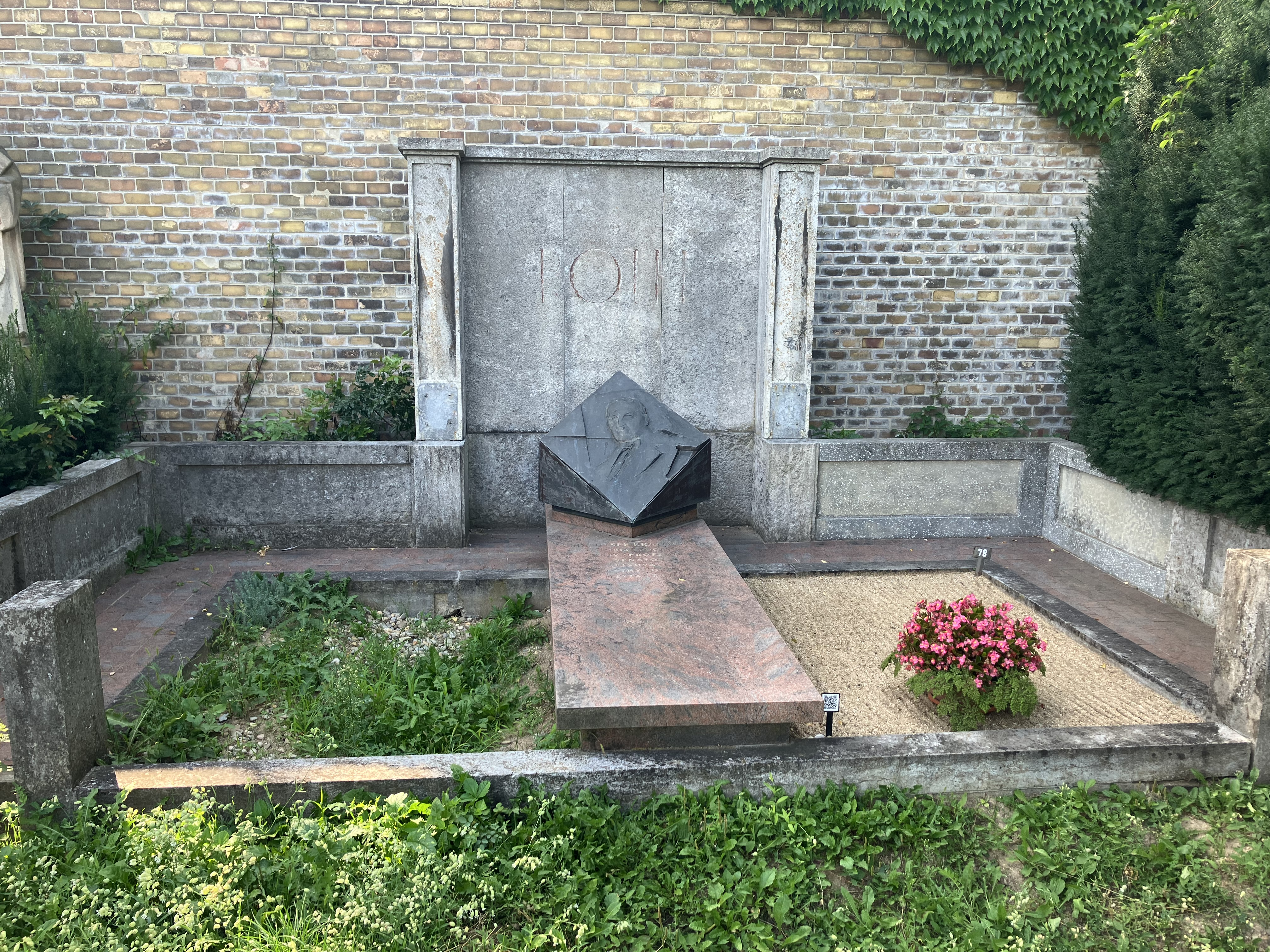
Hrob Josefa Kratochvila

Josef Kratochvil (1. ledna 1915, Pozořice – 26. května 2001, Kemnath, Bavorsko), skautskou přezdívkou Baby, byl český učitel, spisovatel, vysokoškolský pedagog a skaut, náčelník českých exilových skautů.

## Život
Narodil se v Pozořicích v rodině filozofa a pedagoga Josefa Kratochvila a Anežky, rozené Simonidesové.
V roce 1927 vstoupil do skautského oddílu, brzy se stal jednou z vůdčích osobností českého skautského hnutí.
Po maturitě na gymnáziu v Křenové ulici v Brně studoval na Masarykově univerzitě filozofii a pedagogiku. V roce 1934 dokončil studia na učitelském ústavu v Brně a stal se učitelem, čemuž se věnoval do roku 1937.
Studoval důstojnickou školu v Brně, sloužil v armádě a po okupaci v březnu 1939 krátce působil jako zpravodajský důstojník u československé vojenské jednotky v Sovětském svazu. Po uzavření německo-sovětského paktu se vrátil do republiky, od roku 1942 opět učil. Za okupace prováděl odbojovou činnost, byl spojkou mezi partyzány a podzemím. Pracoval i u vojenských lesů, později jako správce statku na Šumavě.
Po osvobození v roce 1945 opět začal učit a to na devítiletce v Brně-Černých Polích v Merhautově ulici. V létech 1945 až 1948 se věnoval psychologii a dějepisu na Filozofické fakultě Masarykovy Univerzity v Brně, od roku 1948 se na Vysoké škole zemědělské zaměřil na výzkum vodního ptactva.
Koncem čtyřicátých let začal působit jako agent-chodec a převáděl lidi do západního Německa. V po únorovém převratu v roce 1948 byl přeložen na základní školu do Osové Bítýšky, v roce 1949 získal ještě doktorát na Masarykově univerzitě v Brně, nicméně v následujícím roce mu byla pro jeho silné katolické a skautské zaměření pedagogická činnost zakázána. V roce 1951 emigroval do Rakouska, kde se ve Vídni přihlásil na velitelství vojenských jednotek USA a tři roky působil jako zpravodajský důstojník americké armády. Při této práci se nejméně jednou do Československa tajně vrátil. V roce 1954 začal přednášet na Ukrajinské svobodné univerzitě v Mnichově, kde se stal profesorem zoosociologie a zoopsychologie (v roce 1955 získal docenturu, v letech 1961–1966 přednášel jako profesor, v roce 1975 zastával funkci děkana).
Stal se ministrem školství v exilové vládě a podílel se na založení československé dálkové školy v exilu.
Podílel se také na exilovém skautingu – v Německu a Norsku organizoval letní skautské tábory pro děti exulantů z celého světa. Vedl české exilové skauty v Evropě, po smrti Velena Fanderlika v roce 1985 se pak stal náčelníkem všech českých exilových skautů. Vydával také skautské knihy a časopis Československý skaut-exulant.
V 80. létech 20. století přednášel na Vysoké škole technické v Hohenheimu a Stuttgartu. V roce 1985 byl jmenován v Německu senátorem.[zdroj⁠?!]
Po převratu v roce 1989 začal opět navštěvovat Československo. Zemřel 11. května 2001 v nemocnici ve Stuttgartu, je pohřben na Ústředním hřbitově v Brně, Vídeňská 96, sk. 28, hrob 77. V roce 2001 obdržel čestné občanství města Brna a státní vyznamenání Za zásluhy o stát (in memoriam). Dne 17. září 2009 mu byla v Brně na Šilingrově náměstí na domě č. 2/01 odhalena pamětní deska.

## Dílo
Josef Kratochvil napsal několik desítek skautských příruček, učebnic a knih pro mládež. Psal chlapecké a skautské romány a povídky pro mládež. Používal pseudonym J. K. Baby podle své skautské přezdívky. Od roku 1931 přispíval do časopisu Anděl strážný, určeného pro nejmenší čtenáře. Psal zde články o životě zvířat, o výletech do přírody a táboření. Byl i editorem tohoto dětského měsíčníku. Později přispíval do časopisů Junák a Mladý hlasatel.
V roce 1933 mu vyšel první román Stateční hoši. Vydával také periodika, v nichž se věnoval české historii. Po válce přispíval do časopisu Vpřed do rubriky Z Bobří hráze.
V zahraničí publikoval práce z oboru ornitologie a entomologie. Politicky a historicky zaměřené články publikoval v různých exilových časopisech – v Evropě, USA (Proměny, Hlasatel), ale také v Jižní Africe (Jaro) a Austrálii (Beseda). Do vysokého věku editoval časopis Ethologie, kde publikoval články o životních projevech živočichů a o jejich způsobu života. Po roce 1989 přispíval i do obnovených českých skautských časopisů.

## Výběr z díla
- Stateční hoši (1933)
- Rok junáků : útržek z celoročního života junáků (1939)
- Mezi junáky : příručka vedoucím i rádcům pro první kroky v junáctví (1939)
- Povídky našeho lesa (1941)
- Lovík – bystré oko : Drobná kresba ze života velkých našich vzdušných plavců – kání lesních (1942)
- Příhody našich zpěváčků (1943)
- Kuhúk – chvojnický výr (1943)
- Káča z obory : Drobná kresba ze života kavek (1943)
- Král motýlů (1946)
- Kožóšek - příběhy sýkory moudivláčka z povodí řeky Moravy (1949)
- Ptačí melodie (1954)
- Kniha o životě zvířat (1957)
- Ptactvo nebeské, Československá dálková škola, Stuttgart (1973)